# Gäddtjärnen (Äppelbo socken, Dalarna, 670412-139738)
Gäddtjärnen är en sjö i Vansbro kommun i Dalarna och ingår i Dalälvens huvudavrinningsområde. Sjön har en area på 0,0661 kvadratkilometer och ligger 305,1 meter över havet.

## Delavrinningsområde
Gäddtjärnen ingår i det delavrinningsområde (670351-139542) som SMHI kallar för Mynnar i Västerdalälvens vattendragsyta. Medelhöjden är 336 meter över havet och ytan är 27,37 kvadratkilometer. Räknas de 3 avrinningsområdena uppströms in blir den ackumulerade arean 43 kvadratkilometer. Liss-Granan som avvattnar avrinningsområdet har biflödesordning 3, vilket innebär att vattnet flödar genom totalt 3 vattendrag innan det når havet efter 349 kilometer. Avrinningsområdet består mestadels av skog (48 procent) och sankmarker (40 procent). Avrinningsområdet har 0,07 kvadratkilometer vattenytor vilket ger det en sjöprocent på 0,3 procent.